# Lustigknopp
Lustigknopp är Gästriklands högsta berg, 402 m ö.h., beläget i Ockelbo kommun i den nordvästligaste delen av landskapet. Berget utgör den punkt där Gästrikland, Hälsingland och Dalarna möts, därmed ligger också områden av berget i Bollnäs och Falu kommuner. Andra höga punkter i samma område är Baståsen, Vallberget och Åberget.
Lustigknopp bestigs lättast från byn Baståsen i Svartnäs socken i Dalarna, dit närmaste bilväg går. Därifrån är det ca 2 km vandring till toppen.